# Charles C. Hartmann
Charles C. Hartmann (New York, 11 giugno 1889 – Greensboro, 31 dicembre 1977) è stato un architetto statunitense.

## Biografia
Charles C. Hartmann nacque a New York nel 1889, figlio di genitori svizzeri e tedeschi immigrati. In un'intervista del 1975 ha ricordato che da giovane aspirava a diventare un artista, ma suo padre, un ingegnere navale svizzero, lo convinse a dedicare le sue capacità artistiche a una professione più pratica. Nel 1905 divenne apprendista nello studio di architettura di New York di Warren e Wetmore, assistendo alla progettazione del soffitto dell'atrio principale del Grand Central Terminal e lavorando su altri aspetti di quel progetto. La sera lavorava anche per il rinomato studio McKim, Mead & White, progettando un sipario a caduta per il Teatro dell'Opera dell'Avana e altri elementi interni per un teatro e una chiesa.

## Gli inizi della carriera
Nel 1907 iniziò a lavorare come disegnatore per il noto architetto newyorkese Charles E. Birge e studiava la sera in uno dei tanti atelier Beaux-Arts sponsorizzati dagli architetti di New York. Si recò a Boston per seguire i corsi di architettura presso il Boston Tech (MIT), ma non si iscrisse al corso di laurea. Tornò a New York verso il 1913 per lavorare per William Lee Stoddart, il cui studio era specializzato in hotel in tutto il Paese.
Hartmann passò da disegnatore a socio associato prima di lasciare lo studio nel 1921. Alla fine degli anni '10, iniziò a visitare la Carolina del Nord per supervisionare i progressi di due commissioni di Stoddart per le quali era capo progettista: lo Sheraton Hotel di High Point e l'O. Henry Hotel di Greensboro.
Fece colpo sulla comunità imprenditoriale di Greensboro e nel 1921 Julian Price, finanziere e vicepresidente della Jefferson Standard Life Insurance Company, inviò J. E. Latham, un membro del consiglio di amministrazione della società, a New York per invitare il giovane architetto a venire a Greensboro. Gli promise l'incarico per un edificio per uffici da 2,5 milioni di dollari che sarebbe stato il quartier generale dell'azienda, a condizione che Hartmann aprisse uno studio permanente a Greensboro. Hartmann accettò l'offerta e nel 1921 aprì il suo ufficio a Greensboro, che operò fino al suo ritiro nel 1966. In seguito commentò che la mancanza di contatti facoltosi a New York fu un fattore importante nella sua decisione di trasferirsi a Greensboro. A Greensboro trovò una piccola ma attiva comunità di professionisti dell'architettura, che comprendeva l'importante architetto Harry Barton, che si era trasferito in città un decennio prima.
Il progetto inaugurale di Hartmann, il Jefferson Standard Building (1921-1923), fu una delle commissioni più grandi e prestigiose dello Stato all'epoca. Il grattacielo di 17 piani a due torri era il più alto del Sud al momento del suo completamento nel 1923: una magnifica composizione Beaux-Arts che combinava motivi classici, Gothic Revival e Art déco in granito chiaro e terracotta, che divenne immediatamente un'icona di Greensboro. La sua costruzione pose Hartmann in una posizione vantaggiosa in una regione in rapida crescita.

## Sviluppi della carriera
Ben presto ottenne commissioni per importanti edifici per uffici, banche e altre strutture da High Point e Burlington a Wilson e Fayetteville. Si trattava principalmente di edifici dal design classico e Art Déco, e molti erano i primi o i più alti grattacieli delle rispettive comunità. Uno dei preferiti di Hartmann era la Cumberland National Bank (1923-1926) di Fayetteville, in stile neoclassico e con facciata in granito, che presenta un albero classico sopra una base di colonne ioniche, un ordine che la mette in relazione con la vicina Market House in stile antico. Alla fine degli anni Venti introdusse motivi Art Déco nella First National Bank di Wilson e nell'Atlantic Bank & Trust Company Building di Burlington, quest'ultimo un grattacielo ammirato a livello locale per le sue “idee avanzate in questo tipo di architettura”. Nel F.W. Woolworth Building di Greensboro, Hartmann ha mescolato elementi Art Déco e classici in eleganti facciate stradali; l'edificio è noto soprattutto come punto di riferimento del movimento per i diritti civili americani, in quanto luogo dei sit-in studenteschi iniziati il 1° febbraio 1960.
Lo studio Hartmann partecipò anche alla campagna di edilizia scolastica a livello statale degli anni '20, progettando edifici scolastici pubblici di punta come la Greensboro High School e la Brooks Elementary School, nota come la “scuola da un milione di dollari” (per gli studenti bianchi), e la James B. Dudley High School (per gli studenti neri), combinando stili classici, medievali e modernisti.

## Progetti residenziali
In contrasto con il suo lavoro commerciale e istituzionale, Hartmann ha progettato residenze in modo pittoresco, con materiali naturali. Fu determinante per influenzare lo sviluppo di Irving Park, un sobborgo d'élite di Greensboro, dove progettò 20 residenze, di cui solo alcune sono state attribuite. Per il suo mecenate, il presidente della Jefferson Standard Julian Price, progettò Hillside (1928-1929), una lussuosa residenza suburbana in stile Tudor revival a torre, che progettò subito dopo aver disegnato una casa Tudor Revival molto più piccola per la segretaria di Price, Mary R. Taylor. Allontanandosi dalla formalità, per il presidente della Blue Bell Overall Company, C. C. Hudson, creò un bungalow di tronchi massiccio e drammaticamente orizzontale, Idlewood (fine anni Venti), che fu smantellato nel 1994.
Mantenne un ufficio a Greensboro per il resto della sua lunga e prolifica carriera, diventando uno dei principali architetti dello Stato tra le due guerre mondiali. Il suo studio progettò almeno 50 edifici importanti tra il 1922 e il 1946. A differenza di molti, il suo studio rimase occupato durante gli anni '30, con una media di 1 milione di dollari di costruzioni all'anno anche durante la Grande depressione. Il suo lavoro in questo periodo comprendeva scuole, ospedali e case di appartamenti, come il Country Club Apartments di Greensboro, che seguiva il nuovo layout popolare del “super blocco”.
Dopo un calo della produzione durante la Seconda guerra mondiale, nel 1946 Hartmann fece entrare suo figlio, Charles C. Hartmann, Jr. nell'azienda con il nome di Charles C. Hartmann, Architects, o Hartmann and Hartmann. L'anziano Hartmann continuò a ricoprire il ruolo di titolare dell'azienda fino al suo pensionamento negli anni '60. I progetti di Hartmann e Hartmann nel dopoguerra comprendevano molte istituzioni finanziarie, scuole, progetti abitativi, edifici commerciali, edifici religiosi, edifici industriali e uffici.
Leader nella sua professione, Charles C. Hartmann, Sr., è stato membro dell'Ordine degli Architetti della Carolina del Nord, di cui è stato presidente, e del Capitolo della Carolina del Nord dell'Istituto Americano degli Architetti. Nel 1920, aveva ottenuto l'abilitazione all'esercizio dell'architettura nella Carolina del Nord con il certificato n. 12. Nel 1941 fu presidente dell'NCAA e segretario-tesoriere dell'NCAIA. Ha giocato un ruolo chiave nell'unificazione delle due organizzazioni negli anni Quaranta. Era anche membro dell'American Institute of Architects nazionale. A livello locale, è stato attivo nelle organizzazioni della comunità, tra cui la Camera di Commercio di Greensboro, presidente della Commissione di Appello Edilizio della Città di Greensboro, direttore del Lions Club di Greensboro, membro del Rotary Club, del Country Club, del Manufacturer's Club, dei Cavalieri Templari Massoni e degli Shriner. Hartmann impiegò e incoraggiò anche altri giovani architetti, tra cui Edward Loewenstein, che divenne uno dei principali designer modernisti di Greensboro nel dopoguerra.

## Opere
Alcune delle sue opere sono elencate nel National Register of Historic Places degli Stati Uniti. Tra queste ci sono:
- Alamance Hotel, Maple Ave. e S. Main St. Burlington (Hartmann, Charles)[4]
- Atlantic Bank and Trust Company Building, 358 S. Main St. Burlington (Hartmann, Charles C.)[5]
- Central Fire Station, 318 N. Greene St. Greensboro (Hartmann, Charles C.)[6]
- James Benson Dudley Senior High School and Gymnasium, 1200 Lincoln St. Greensboro (Hartmann, Charles C.)[7]
- Scuola superiore di Greensboro, Greensboro, Carolina del Nord[8]
- Hillside, 301 Fisher Park Circle Greensboro (Hartmann, Charles C.)[9]
- Jefferson Standard Building, Elm and Market Sts. Greensboro (Hartmann, Charles C.)[10]
- Lexington Memorial Hospital, 111 North Carolina Ave. Lexington (Hartmann, Charles Conrad)[11][12]
- People's National Bank Building (Rock Hill, Carolina del Sud), 131-133 E. Main St. Rock Hill (Hartmann, C.C.)[13]
- Palazzo di Giustizia della Contea di Person, Main St. tra Aggitt e Court St. Roxboro (Hartmann, Charles C.)[14]
- The Radio Building, 164 S.Main Street High Point, NC (Furniture Today)[15]
- Una o più opere nel Distretto storico del Collegio Agricolo e Tecnico della Carolina del Nord, lato E di Dudley St. tra Bluford St. e Headen Dr. Greensboro (Hartmann, Charles C.)
- Una o più opere nel Downtown Burlington Historic District, approssimativamente delimitato da Morehead, S. Main, Davis, S. Worth, E. Webb e Spring Sts. Burlington, NC (Hartmann, Charles)
- Una o più opere nel Distretto storico di Haymount (Aumento dei confini), 100-200 isolati di Bradford Ave., 801 Hay St., 801, 802, 806 Arsenal Ave. Fayetteville (Hartmann, Charles)
- Uno o più lavori nel Market House Square District, Hay, Person, Green e Gillespie Sts. Fayetteville (Hartmann, Charles C.)
- Una o più opere nel Palmer Memorial Institute Historic District, lungo la US 70 a ovest dell'incrocio con la NC 3056 Sedalia (Hartmann, Charles C.)

## Galleria delle opere principali

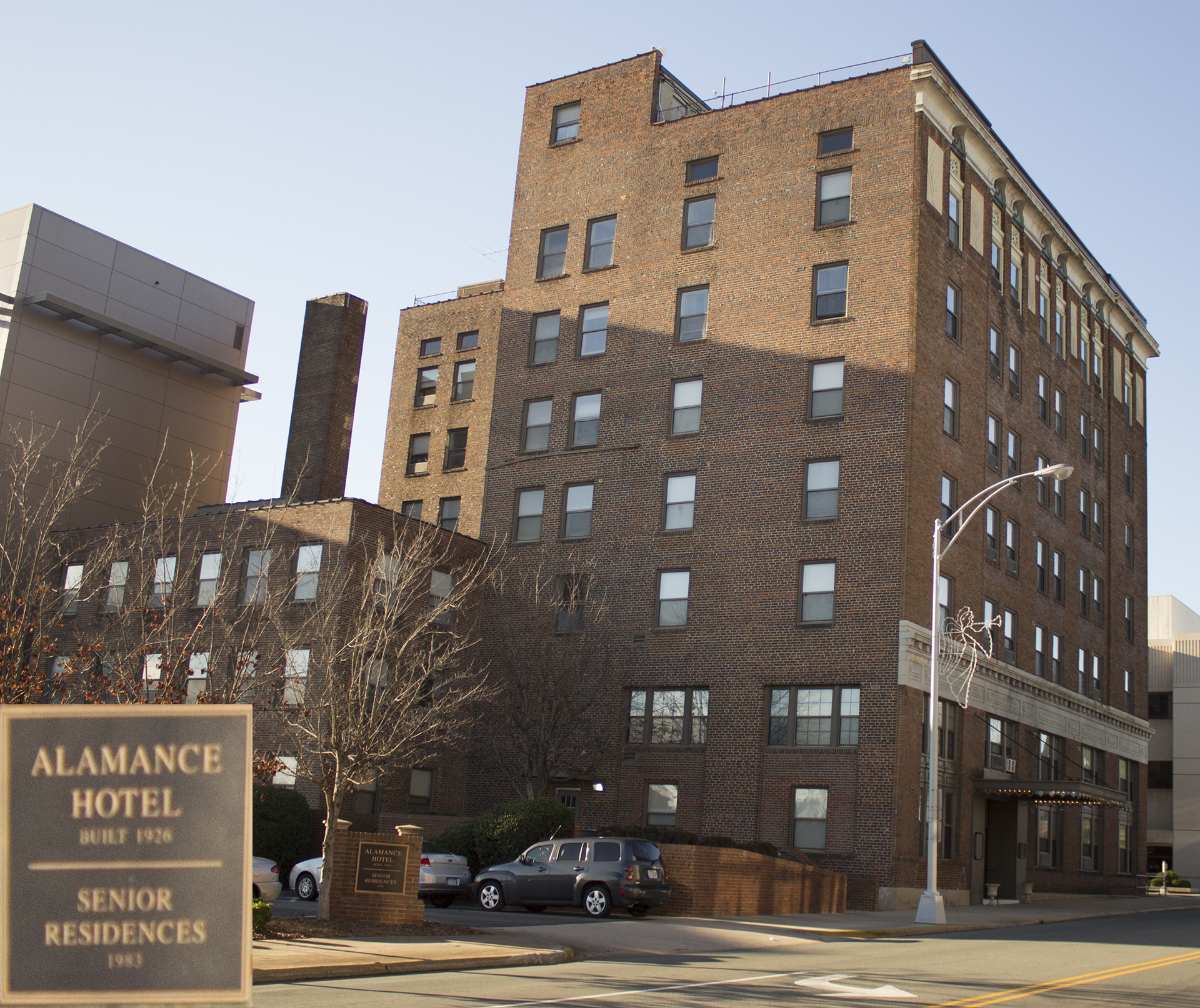
Alamance Hotel
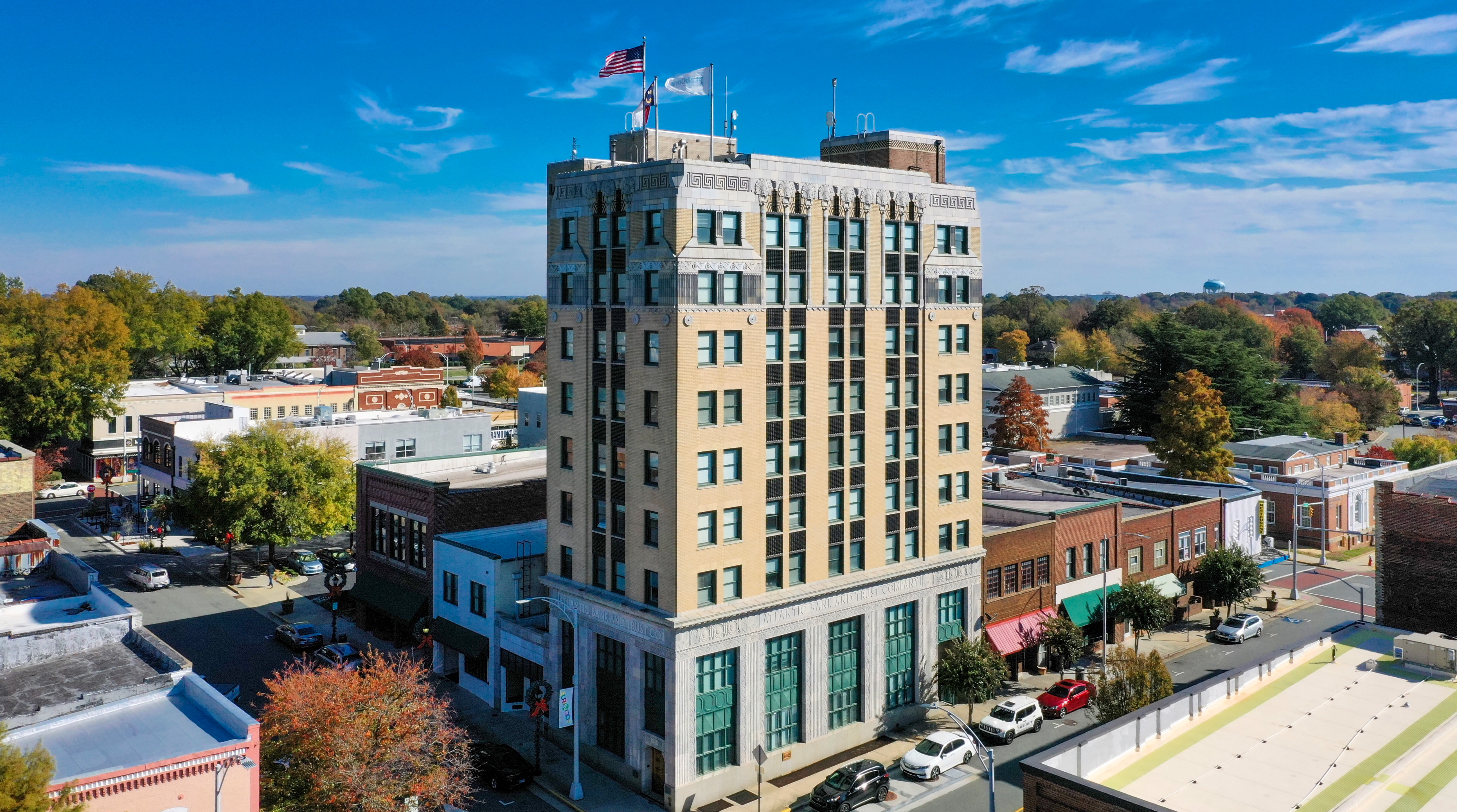
Edificio della Atlantic Bank and Trust Company
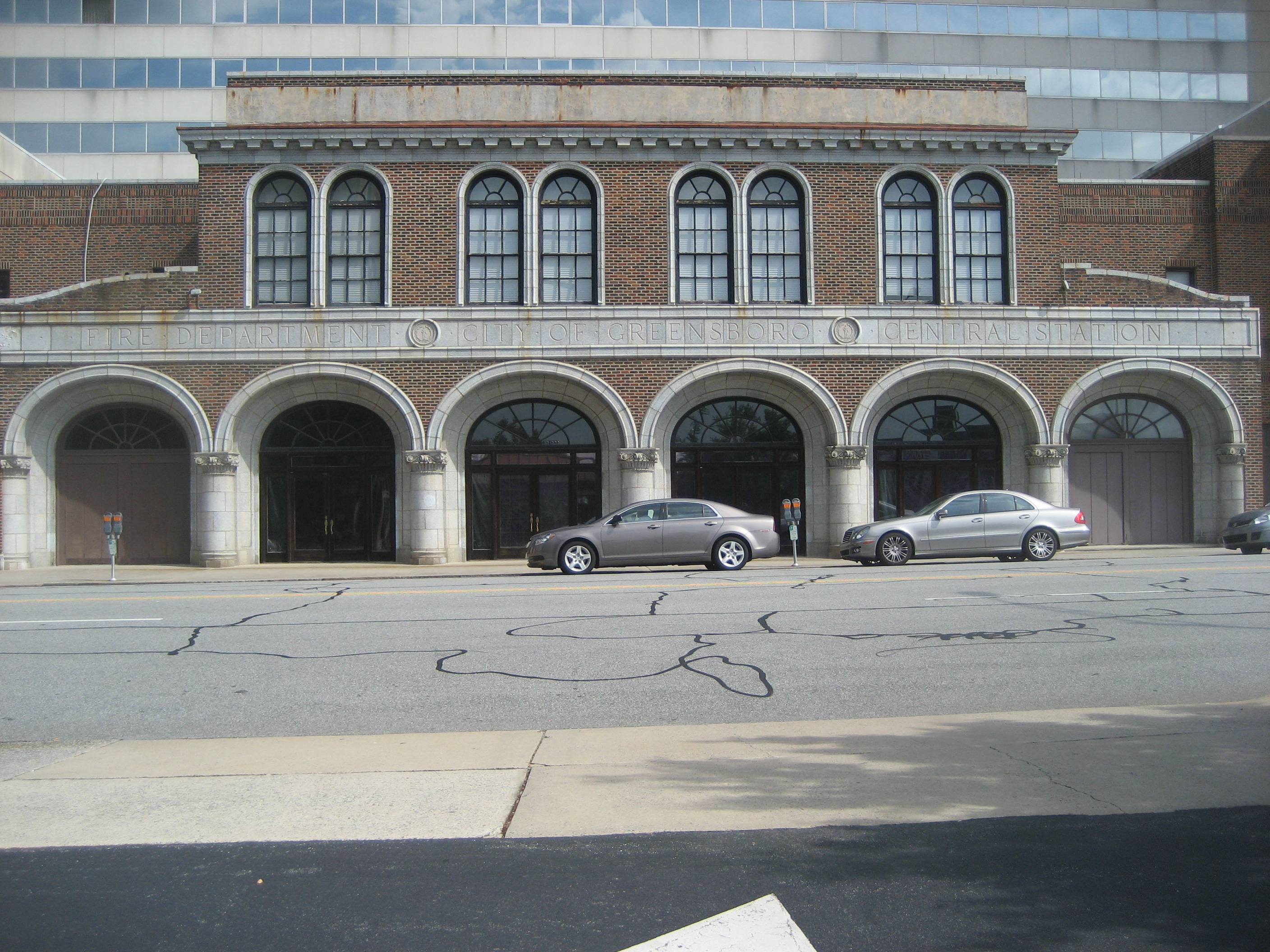
Stazione centrale dei vigili del fuoco
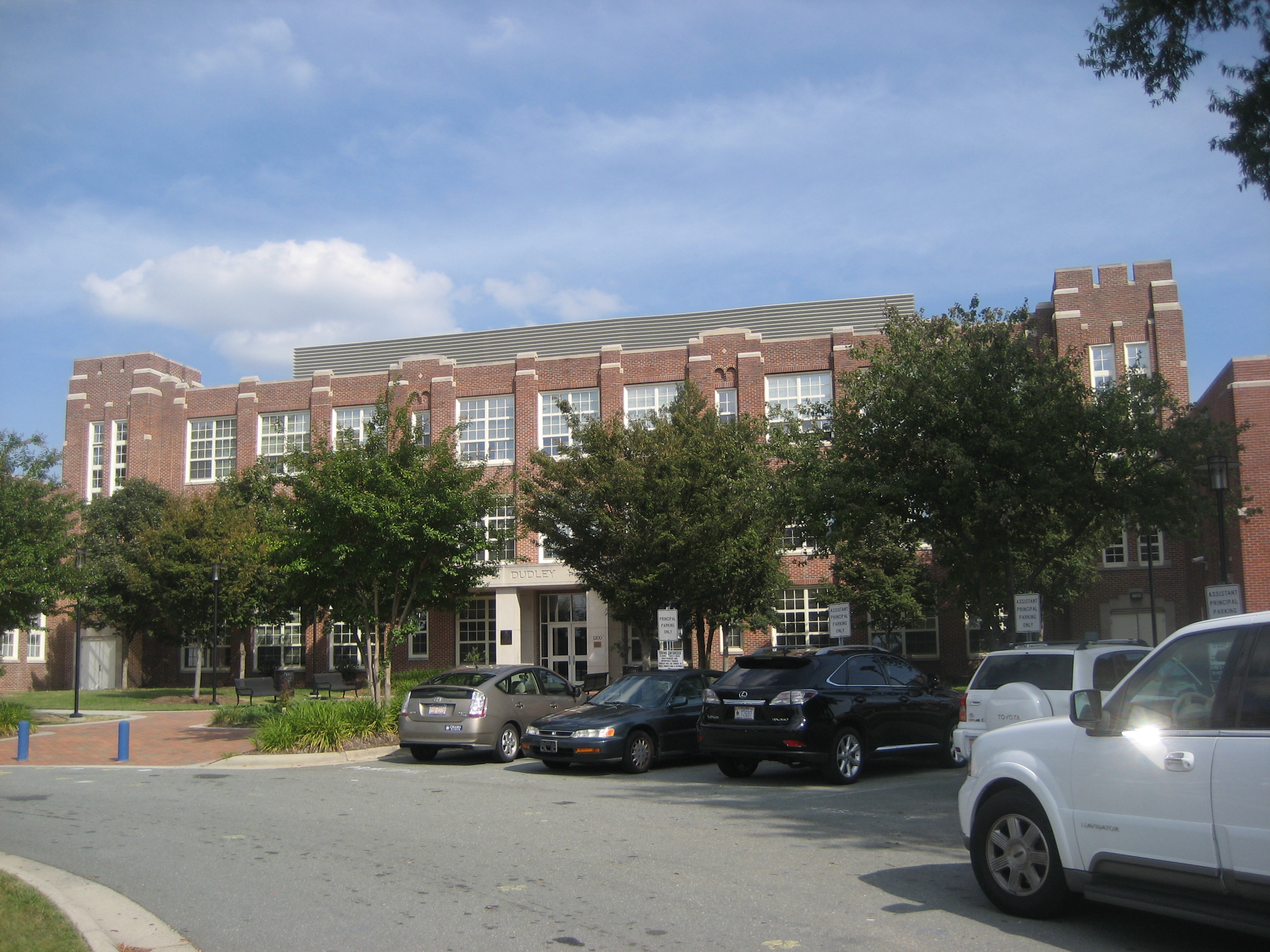
Scuola superiore James Benson Dudley, settembre 2012
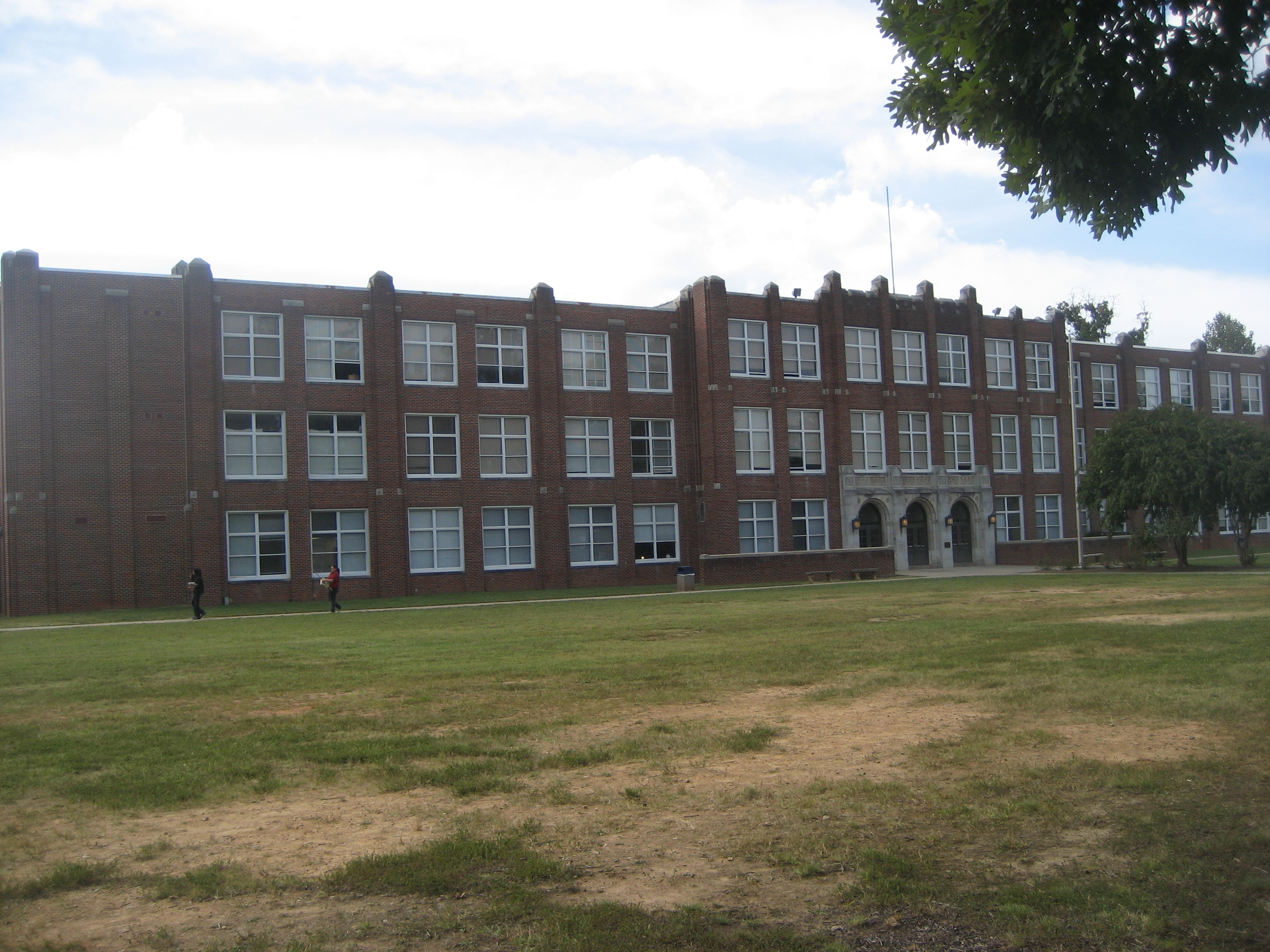
Scuola superiore Grimsley, settembre 2012
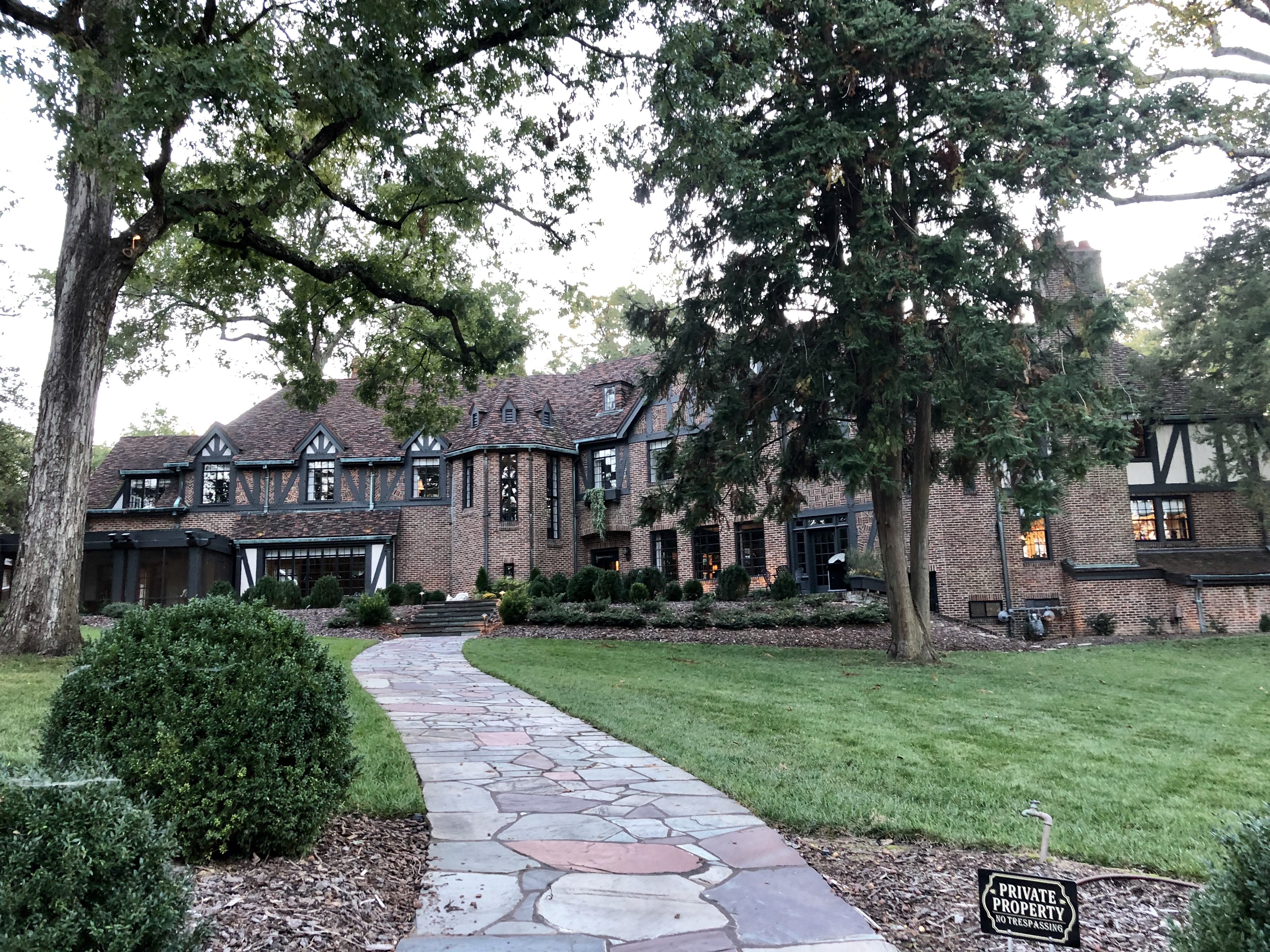
Villa Hillside, Fisher Park, Greensboro
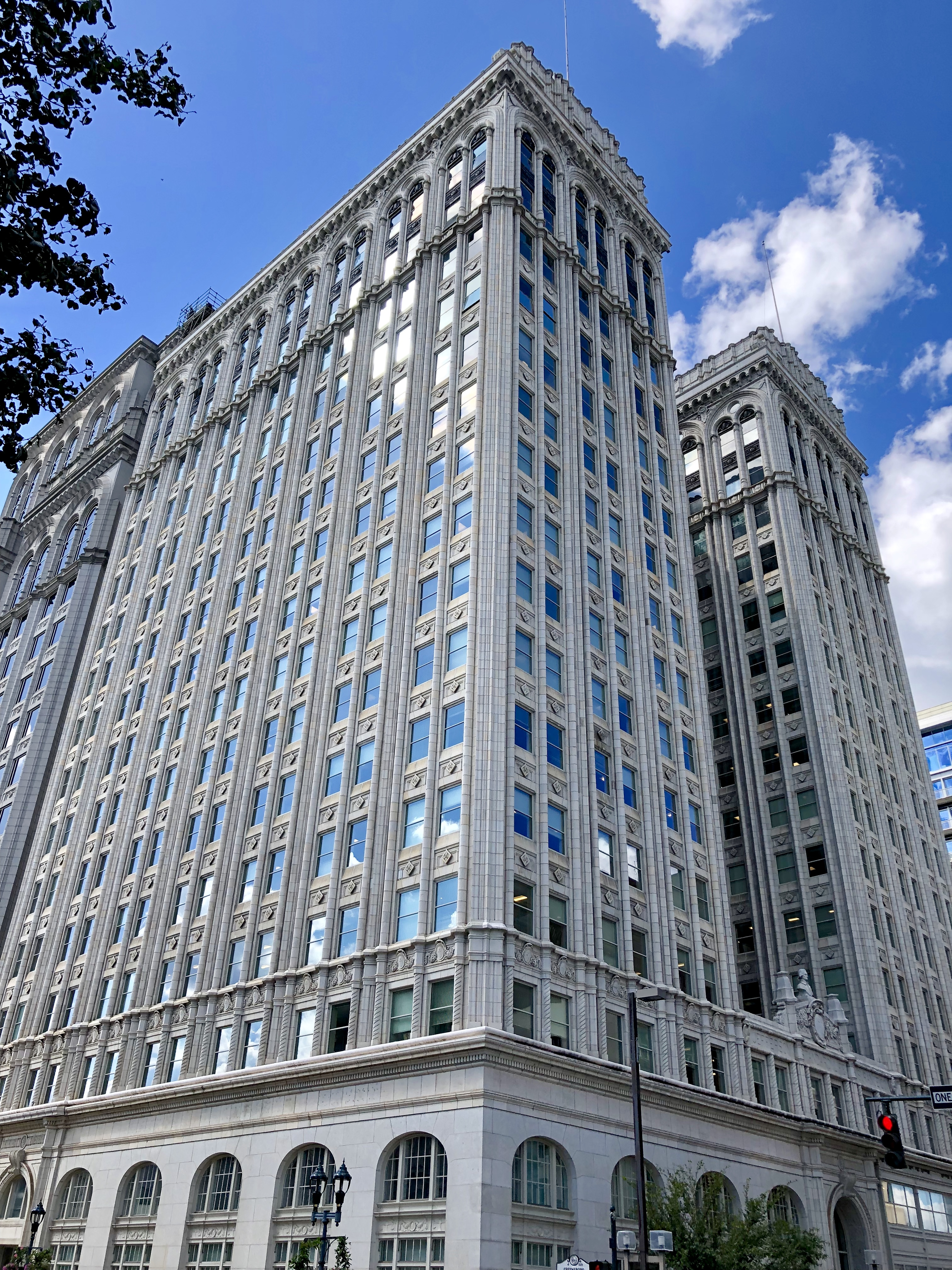
Il Jefferson Standard Building, costruito nel 1922, nel centro di Greensboro, Carolina del Nord.
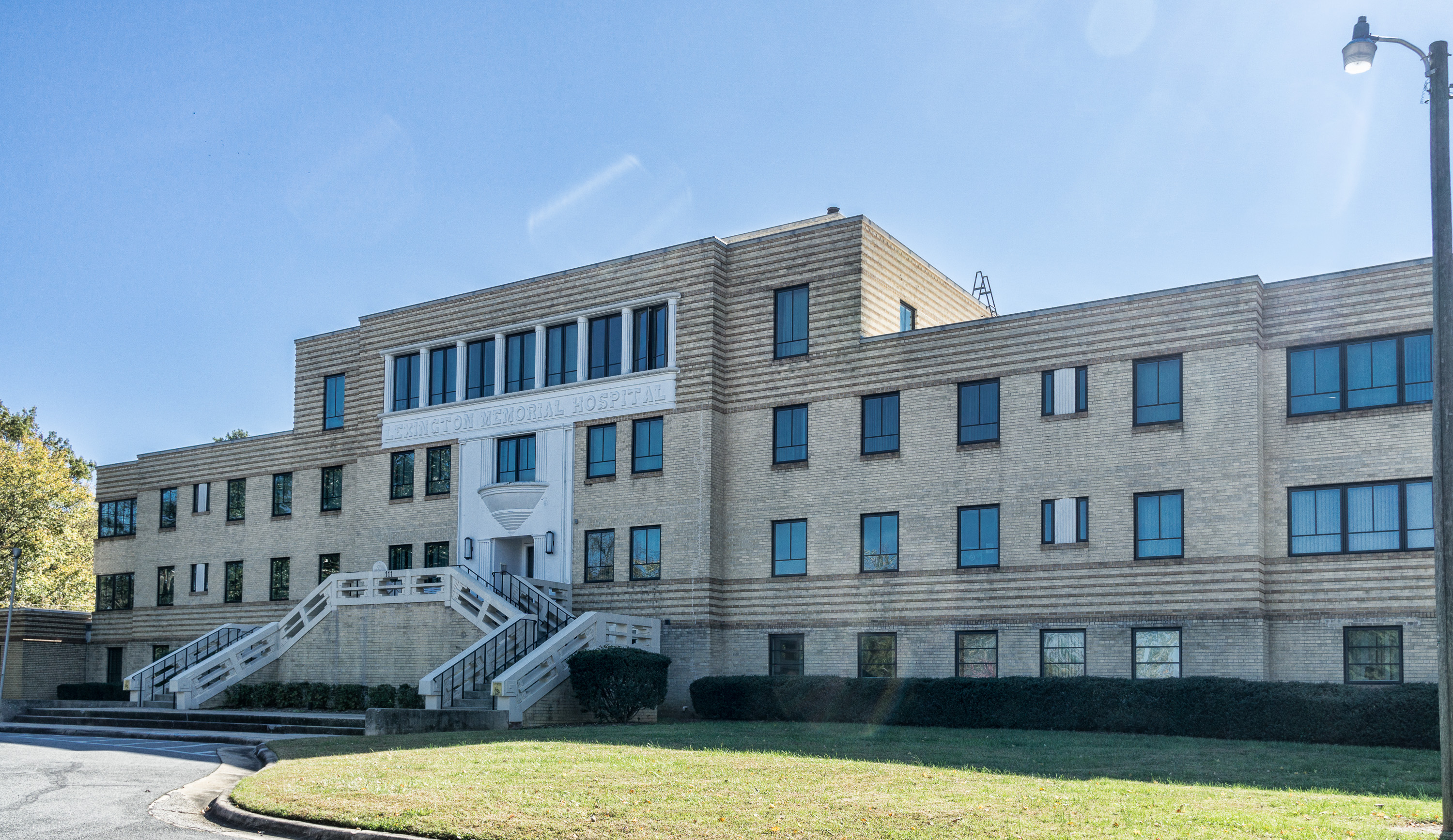
Lexington Memorial Hospital, Lexington, Carolina del Nord
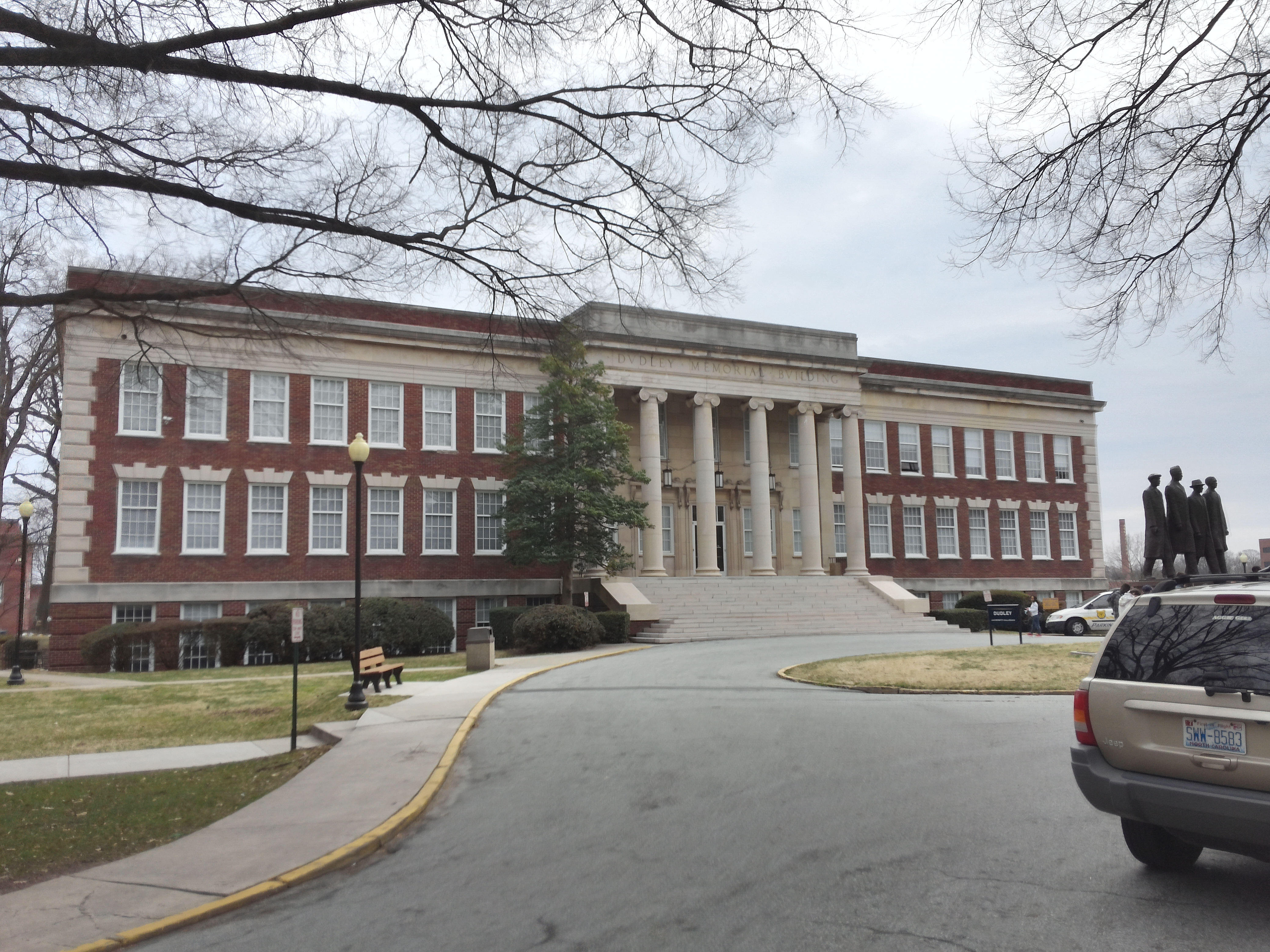
Distretto storico del Collegio Agricolo e Tecnico della Carolina del Nord